# Северный Коспашский
Сéверный Кóспашский — посёлок в Пермском крае России. Входит в Кизеловский городской округ.
Ближайшая железнодорожная станция города Кизела находится в 13 км к юго-западу от посёлка.

## История
Основан в 1941 году при начале разработки угольной шахты. С 1949 до 1957 года был частью города Коспаш.
В народе зовется Сорок первой, так как раньше в посёлке была угольная шахта под номером 41.
Указом Президиума Верховного Совета РСФСР от 5 января 1957 года из города Кизела выделены посёлок при шахтах № 41 и № 44 и отнесён к категории рабочих поселков с присвоением наименования — рабочий посёлок Северный-Коспашский[уточнить].
С 1 июля 2009 года отнесён к сельским населённым пунктам.
С декабря 2004 года до апреля 2018 года посёлок был центром Северно-Коспашского сельского поселения Кизеловского муниципального района.

## Население
| 1959   | 1970  | 1979  | 1989  | 2002  | 2006  | 2007  | 2009  | 2010  |
| ------ | ----- | ----- | ----- | ----- | ----- | ----- | ----- | ----- |
| 10 501 | ↘7124 | ↘5609 | ↘4529 | ↘2268 | ↗2300 | ↘2100 | ↗2107 | ↘1400 |

Население — 1400 (2010).